# Grad (planinski vrh)
Grad je jedan od vrhova hrvatske planine Papuk, koji se proteže kroz Slavoniju u Hrvatskoj. Grad je visok 584 metara i nalazi se u Požeško-slavonskoj županiji na jugozapadnoj granici Parka prirode Papuk sjeverozapadno od Velike.